# Cirrochroa thais
Cirrochroa thais là một loài bướm giáp trong Họ Bướm giáp. Loài này sinh sống ở các khu vực rừng Nam Á và Đông Nam Á nhiệt đới.

## Hình ảnh

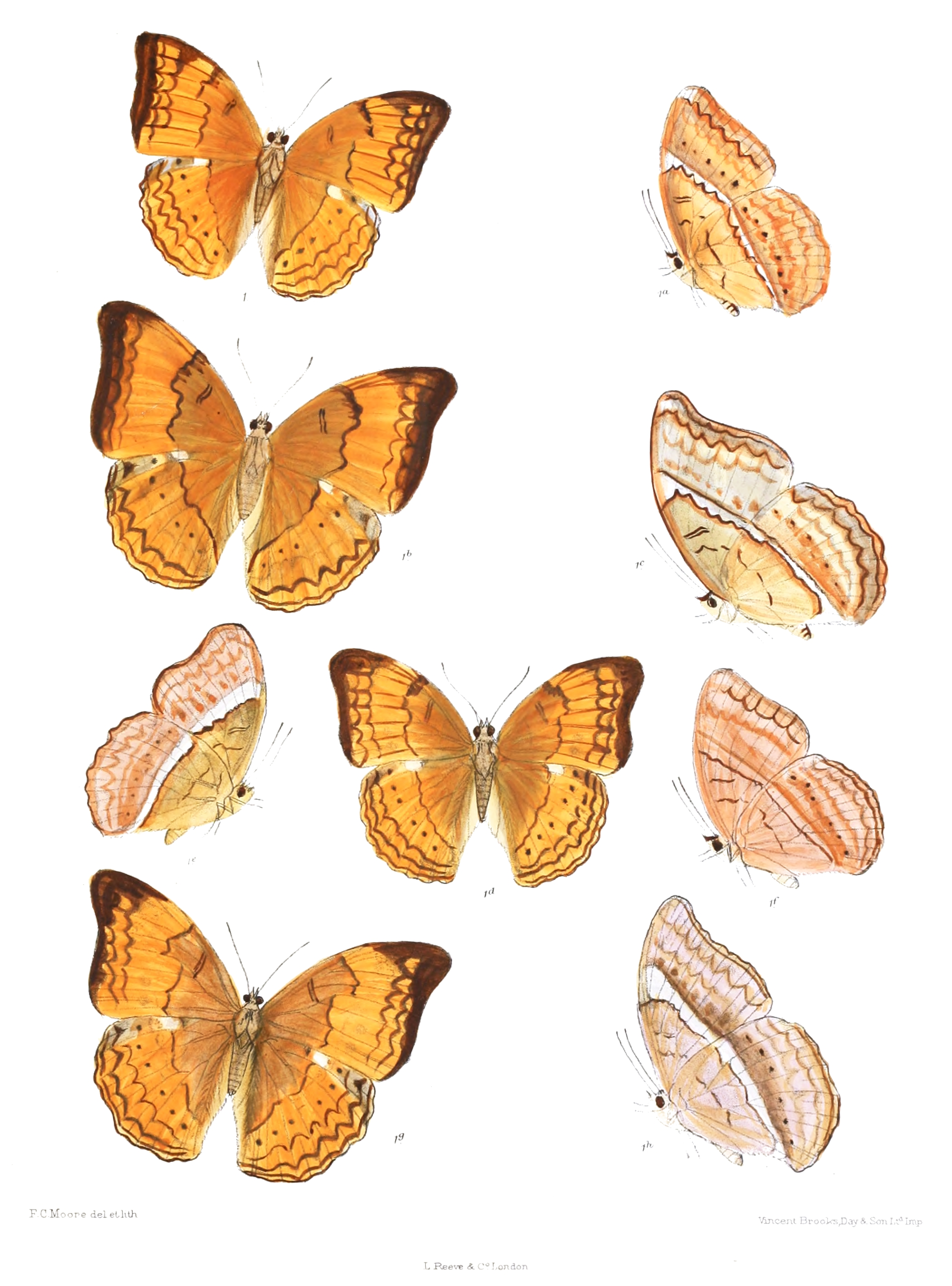
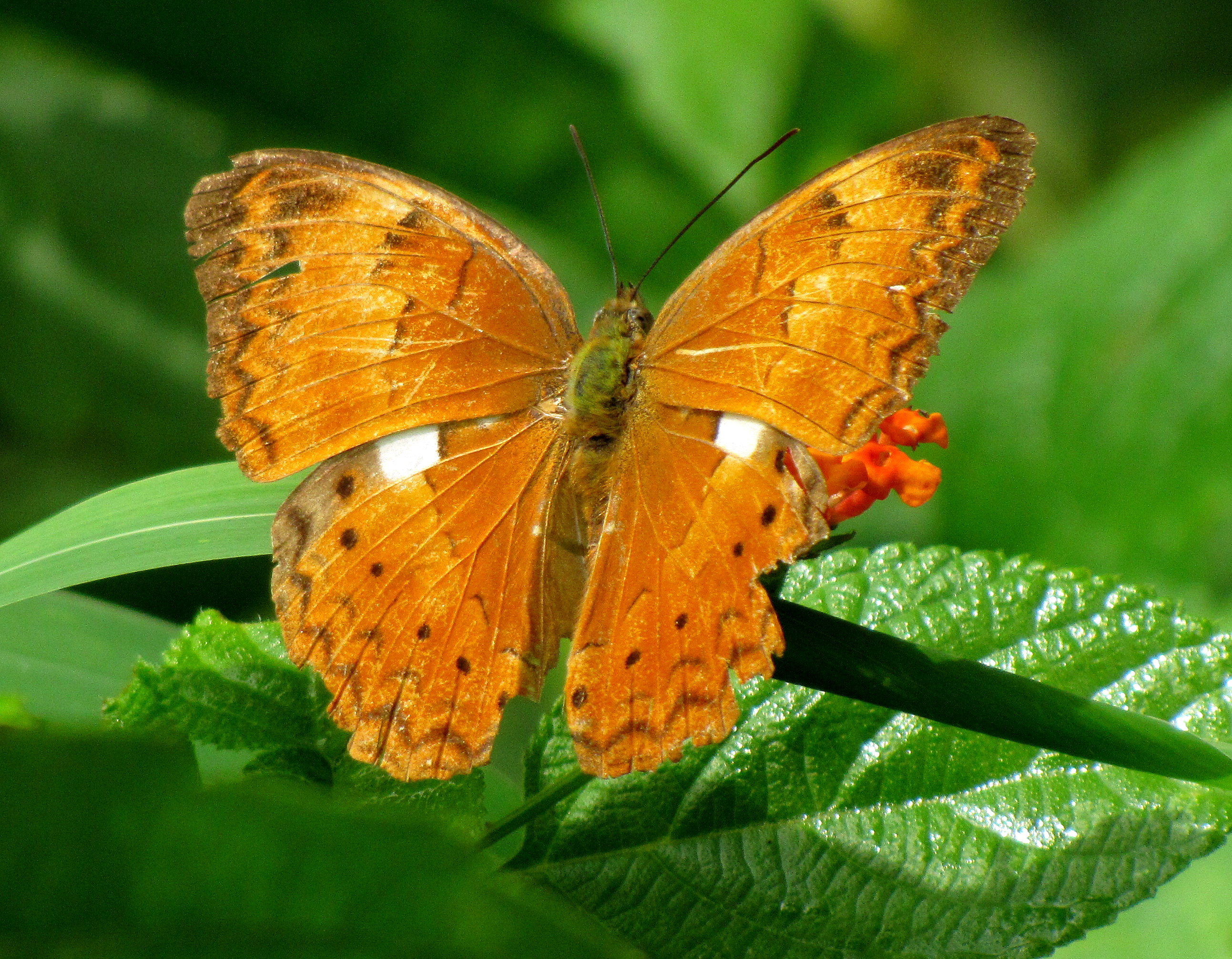
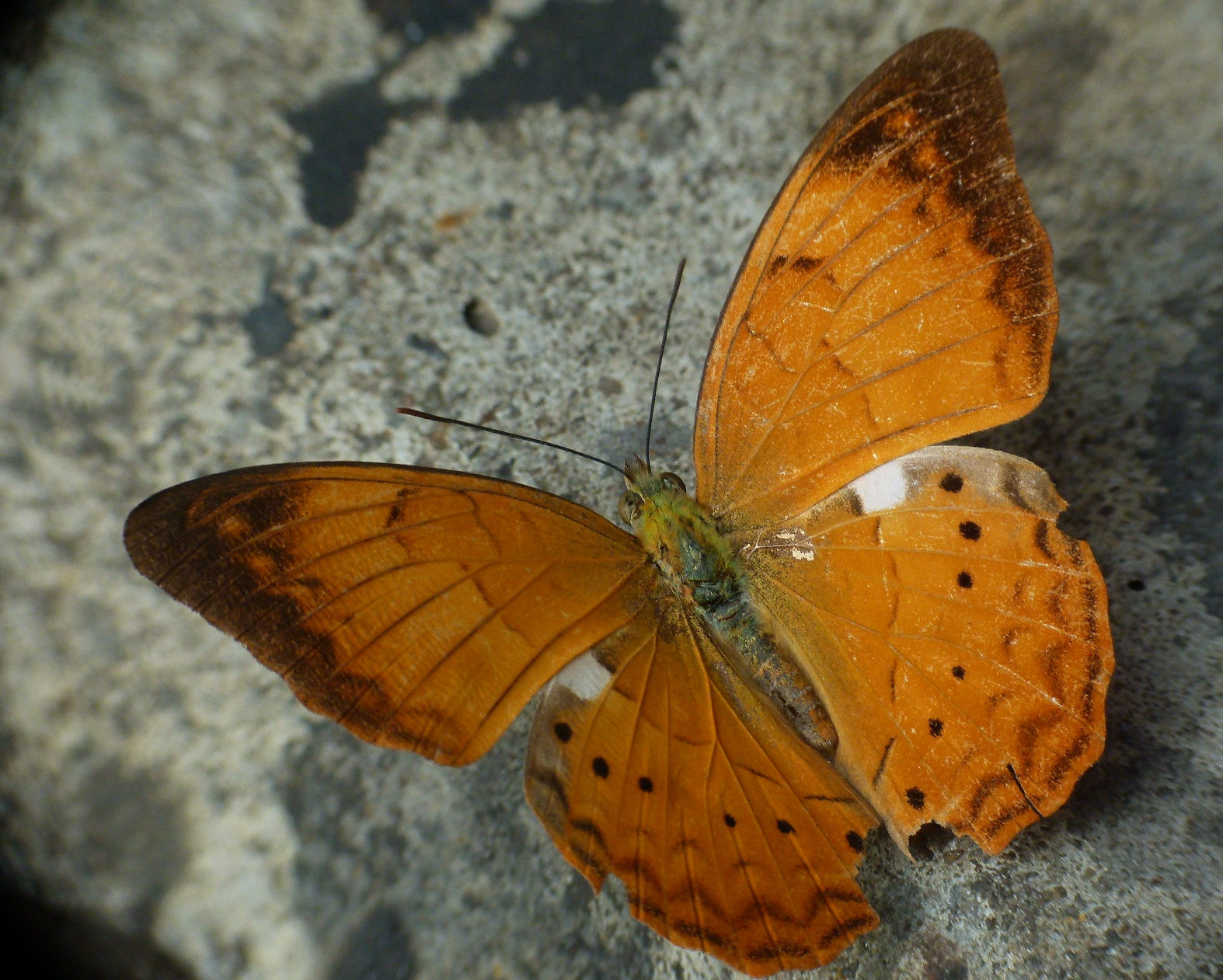